# Потапова, Оксана Андреевна
Оксана Андреевна Потапова (15 июня 1992) — российская футболистка, полузащитница.

## Биография
Воспитанница старо-оскольского футбола. В юниорском возрасте перешла в команду «УОР-Звезда» (Звенигород), представлявшую подмосковное Училище олимпийского резерва. Дебютный матч в высшей лиге России сыграла 14 мая 2009 года против «Лады», заменив на 58-й минуте Эльвиру Зиястинову. Всего за «УОР-Звезду» сыграла 21 матч в высшей лиге — 5 игр в 2009 году и 16 — в 2010 году. В середине 2010-х годов выступала за петербургскую «Искру» в первом дивизионе.
Вызывалась в юниорскую сборную России (до 17 лет). В 2008—2009 годах приняла участие в 6 матчах отборочного турнира чемпионата Европы.